# СКА (стадіон, Одеса)
Стадіон СКА — футбольний стадіон у Одесі, колишня домашня арена футбольних клубів СК «Одеса» та «СКА-Лотто». Збудований у 1966 році на місці старого стадіону, що був там розташований з 1927 року. Вміщував 30 000 глядачів, за новими даними може прийняти 15 000 любителів футболу, місця для яких частково обладнано індивідуальними пластиковими сидіннями. Має штучне освітлення.

## Історія
У 1927 році на місці розташування сучасного стадіону СКА з'явилася футбольна арена, що отримала назву стадіон «Харчовиків». У сучасному ж вигляді спортивний комплекс СКА було зведено в 1966 році зусиллями солдат на місці старого дерев'яного стадіону. Ініціатива належала тодішньому командуючому Одеським військовим округом, генералу армії Амазаспу Бабаджаняну. Стадіон був розрахований на 30 000 глядачів, обладнаний штучним освітленням та містив бігові доріжки навколо футбольного поля. Тривалий час СКА був домашньою ареною одеського армійського клубу, що за часів незалежності України змінив назву на СК «Одеса», крім того у 90-х роках XX століття на стадіоні свої матчі проводила команда «СКА-Лотто». Увесь цей час арена була спочатку на балансі Міністерства оборони СРСР, а згодом перейшла до власності цього ж відомства й в Україні.
У 2006 році за дорученням тодішнього міністра оборони Анатолія Гриценка директор Центрального спеціалізованого будівельного управління МО «Укроборонбуд» В'ячеслав Мельник мав від імені міністерства укласти угоди пайової участі у будівництві житла, підряду на капітальне будівництво та низку інших угод. Скориставшись довіреністю, Мельник за безцінь продав близько 30 військових містечок, в тому числі й спортивний комплекс СКА, що знаходився на території військового містечка № 216. 15 травня 2006 року було укладено інвестиційний договір з компанією «Грінкойн» (власник — Євген Деєв), яка зобов'язалася на місці стадіону побудувати житловий квартал та надати частину квартир військовим. Угода розповсюджувалася на усі споруди комплексу, окрім безпосередньо футбольного поля. Внаслідок афери власників фірми їм вдалося закріпити свої права на стадіон вартістю понад 30 мільйонів гривень, тоді як міністерство оборони не отримало нічого. Згодом арену було передано у власність компанії «Південь-інвест». У 2008 році президентом Віктором Ющенком було ініційоване питання передачі стадіону до комунальної власності, однак тривалі судові тяжби раз-пораз завершувалися поразками військової прокуратури.
Час від часу на стадіоні все ж відбуваються футбольні поєдинки, так у 2010 році свій матч чемпіонату Одеси провів на полі СКА клуб «Люксеон».

## Міжнародні матчі

### Молодіжна збірна України
| Дата       | Статус | Господарі | Гості   | Рахунок | Голи                   |
| ---------- | ------ | --------- | ------- | ------- | ---------------------- |
| 27-04-1993 | ТМ     | Україна   | Ізраїль | 2-1     | В. Прудіус, О. Мочуляк |